# Vesicularia subfuscescens
Vesicularia subfuscescens är en bladmossart som beskrevs av Brotherus 1908. Vesicularia subfuscescens ingår i släktet Vesicularia och familjen Hypnaceae. Inga underarter finns listade i Catalogue of Life.